# キングガルフ
キングガルフは大東音響が発売した4号機のパチスロ機。

## 概要
元々はオーソドックスなテーブル方式のパチスロであったが、各地のパチスロ店に設置された時点でほとんどが凶悪な性格を持つものに生まれ変わっていた。
多くは「状態ver」といわれるもので、「状態」に入った場合、数十ゲーム以内にボーナスが連荘し続ける。レギュラーを交えてだらだらとメダルが増える「ダラ連」仕様が多かったが、一旦抜けたと思われても200-300G程度までで引き戻すこともあり、一撃数千枚のコインを吐き出すこともあった。設置されていた島では、ドボルザークの『新世界』（ビッグ時のBGM）が流れ続けている光景が当たり前になっていた。
その性格はもちろん後から付け足されたものだったが、その凶悪性からキングガルフは「状態モノ」の代名詞となった。そして、キングガルフはそのほかの大東音響製のパチスロ機とともにある時忽然と姿を消し、同時に大東音響というメーカー自体もパチスロ業界から姿を消した。メーカー自身もこれらの機械に施された不正な改造に荷担していたことが明らかになったためだった。